# 붙박이장
붙박이장은 가정집에서 벽 혹은 벽의 안쪽에 수납공간을 만들어 움직일 수 없는 장롱이다.
보통 안방 혹은 큰방에 자주 사용되며, 종류로는 여닫이, 미닫이 등이 있다.
붙박이장의 용도로는 보통 이불, 옷 등을 수납한다.